# 櫻澤站 (埼玉縣)
櫻澤站（日语：／ Sakurazawa eki */?）是位於埼玉縣大里郡寄居町大字櫻澤，屬於秩父鐵道的秩父本線車站。寄居町立寄居中學在合併後於車站附近設置新校舍，而此站也同時啟用。

## 歷史
- 1989年（平成元年）4月1日 - 車站啟用。

## 車站構造
此站是地面車站，設有1面2線的島式月台。此站是由寄居站管理的業務委託車站。車站職員當值時間為平日7:00～20:00，星期六日8:00～19:00。廁所（濕廁）位於檢票口外。站房位於島式月台靠近寄居一端，並且連接行人天橋。

### 月台
| 月台 | 路線    | 方向                         |
| ---- | ------- | ---------------------------- |
| 1    | ■秩父線 | 寄居、長瀞、秩父、三峰口方向 |
| 2    | ■秩父線 | 熊谷、行田市、羽生方向       |

## 使用狀況
- 在2018年度1日平均乘車人次為465人。附近較多學生使用。

| 年度               | 1日平均 乘車人次 |
| ------------------ | ---------------- |
| 2009年（平成21年） | 345              |
| 2010年（平成22年） | 404              |
| 2011年（平成23年） | 412              |
| 2012年（平成24年） | 398              |
| 2013年（平成25年） | 399              |
| 2014年（平成26年） | 399              |
| 2015年（平成27年） | 386              |
| 2016年（平成28年） | 384              |
| 2017年（平成29年） | 453              |
| 2018年（平成30年） | 465              |

## 車站周邊
- 寄居町立寄居中學
- 寄居町立櫻澤小學
- 埼玉縣立寄居城北高等學校（日语：埼玉県立寄居城北高等学校）
- 國道254號
- 國道140號
- 埼玉縣道62號深谷寄居線（日语：埼玉県道62号深谷寄居線）
- 埼玉土建一般勞動組合 深谷寄居分部
- Beisia（日语：ベイシア） 寄居北店
- 縣北都市之間路線替代巴士（日语：県北都市間路線代替バス） 櫻澤巴士站（深谷站-寄居車廠線和本庄站-寄居車廠線）

## 相鄰車站
秩父鐵道
秩父本線
SL「Paleo Express」、急行「秩父路」
通過
普通
小前田－櫻澤－寄居

## 外部連結
- 車站情報 櫻澤站（秩父鐵道） （页面存档备份，存于）（日語）